# Wiener Neustadt Vandtårn
Wiener Neustadt Vandtårn er et vandtårn i Wiener Neustadt på Südtiroler Platz.
Tårnet er et vartegn for byen og kan ses langvejs fra. Samtidig er det et betydende industriminde og var engang en del af Kaiser-Franz-Joseph-vandledning.

## Historie
I årene 1902 til 1903 blev en anmodning om anlægningen af en dybtvandsledning indgivet og tilladelsen gjorde, at firmaet C. Korte und Co. i 1909 kunne udføre arbejdet. På vegne af dette firma blev det nødvendige tårn i 1909-1910 opført af bygmester Anton Koblischek efter planer af arkitekterne Siegfried Theiss og Hans Jaksch. Den 13. december 1910 blev vandtårnet taget i drift.
Vandtårnet blev under anden verdenskrig delvist ødelagt og blev i 1950-1951 renoveret, hvormed vinduerne blev forandrede.
Vandtårnet er stadig del af vandforsyningen, men den tjener ikke længere som overskudsbeholder, men derimod som regelmæssig forsyner, hvorfra vandpumperne pumper kilder vandet ind og ud. Ved strømafbrydelse kan vandtårnet takket være sin højde kortvarrigt sikre forsyningen.

## Arkitektur
Tårnets grundplan er en cirkel og det underste modul er svagt konisk. Skaftet er udsmykket med lisener og rektangulære vinduer. Det øverste polygonale modul indeholder vandtanken.